# Polski Związek Zachodni

Plakat zapraszający na Tydzień Polskiego Związku Zachodniego roku 1938

Polski Związek Zachodni (PZZ) – polska organizacja patriotyczna powstała w 1934 roku z przekształcenia Związku Obrony Kresów Zachodnich (ZOKZ).

## Powstanie
W sytuacji postępującego zbliżenia polsko-niemieckiego Związek Obrony Kresów Zachodnich stał się dla ówczesnych polskich czynników rządowych organizacją uciążliwą. W listopadzie 1933 r. na naradzie przedstawicieli MSZ i MSW podjęto decyzję o reorganizacji i przekształceniu ZOKZ od 1934 r. w Polski Związek Zachodni (PZZ). PZZ był silniej podporządkowany taktyce polskiego Ministerstwa Spraw Zagranicznych.

## Lata II wojny światowej
Po wybuchu II wojny światowej w 1939 r. związek zawiesił działalność, lecz od 1942 r. wznowił ją w konspiracji, opiekując się Polakami wywiezionymi do przymusowej pracy w Niemczech. Prowadził także działalność wywiadowczo-sabotażową.
Działaczy PZZ podczas okupacji dotknęły szczególne prześladowania i akty eksterminacji, których pierwsza fala miała miejsce już w październiku i listopadzie 1939 r., podczas ogólnopolskiej akcji gestapo przeciwko inteligencji polskiej (por. Intelligenzaktion Litzmannstadt, akcja AB, Sonderfahndungsbuch Polen). Najczęściej przynależność do Związku równała się wyrokowi śmierci (por. Radogoszcz (obóz przejściowy)).

## Od roku 1944
Związek został reaktywowany w listopadzie 1944 w Lublinie. Jego siedziba od 1945 r. mieściła się w Poznaniu. Związek propagował granicę na Odrze i Nysie Łużyckiej, a także przyłączenie Zaolzia do Polski i suwerenność Serbołużyczan. Od ok. końca 1945 r. został włączony w ogólnopolską akcję wynajdywania i weryfikacji polskich „volksdeutschów”.
W 1947 r. miał ponad 100 tys. członków. W kwietniu 1950 r. został zlikwidowany poprzez włączenie do Ligi Morskiej, potem cele PZZ realizowało Towarzystwo Rozwoju Ziem Zachodnich. Ponownie reaktywowany w 1989 r. W wyborach parlamentarnych w 1991 r. wprowadził do sejmu RP czterech posłów dzięki zblokowaniu list m.in. z KPN.

### publikacje
- „Związek Obrony Kresów Zachodnich 1921-1934. Powstanie i działalność” Marian Mroczko

### prasa
- „Gazeta Ludowa” [Warszawa], 7 VIII 1946, nr 184, s. 4 (art. „Dostarczanie informacji w „volksdeutschach” obowiązkiem każdego Polaka”.).